# Romain Videau
Pour les articles homonymes, voir Videau (homonymie).
Romain Videau est un homme politique français né le 25 octobre 1852 à Castelnau-de-Médoc (Gironde) et décédé le 29 mai 1913 à Castelnau-de-Médoc.
Vétérinaire, il est maire de Castelnau-de-Médoc de 1881 à 1913, conseiller d'arrondissement de 1884 à 1904, président du conseil d'arrondissement, et conseiller général de 1904 à 1907. Il est député de la Gironde de 1903 à 1906, inscrit au groupe de l'Union démocratique.

### Sources
- « Romain Videau », dans le Dictionnaire des parlementaires français (1889-1940), sous la direction de Jean Jolly, PUF, 1960 [détail de l’édition]